# Không gian Étalé
Bản mẫu:Chuyên ngành
Trong toán học, không gian étalé là một không gian tôpô dùng để mô tả một bó. 

## Định nghĩa
(a) Một không gian Étalé trên một không gian tôpô X là một không gian tôpô Y cùng với một toàn ánh liên tục π:Y → X sao cho π là một đồng phôi địa phương. Bộ ba (Y,π,X) cho ta một không gian étalé.
(b) Một nhát cắt của một không gian étalé (Y,π,X) trên một tập mở U, trong X, là một ánh xạ liên tục f:U → Y sao cho {\displaystyle \pi \circ f=1_{U}}. Tập các nhát cắt trên U được ký hiệu là Γ(U,Y).
Ta sẽ kết hợp một tiền bó bất kỳ {\displaystyle {\mathcal {F}}} trên X một không gian étalé {\displaystyle {\hat {\mathcal {F}}}\to X} sao cho bó các nhát cắt của {\displaystyle {\hat {\mathcal {F}}}} cho một mô hình khác của {\displaystyle {\mathcal {F}}} nếu {\displaystyle {\mathcal {F}}} là một bó (i.e. đẳng cấu với {\displaystyle {\mathcal {F}}}).
Xét tiền bó {\displaystyle {\mathcal {F}}} trên X, và đặt {\displaystyle {\mathcal {F}}_{x}:={\lim }_{x\in U}{\mathcal {F}}(U)} là giới hạn trực tiếp của các tập {\displaystyle {\mathcal {F}}(U)} theo các ánh xạ thu hẹp {\displaystyle r_{V}^{U}} của {\displaystyle {\mathcal {F}}}. Nếu {\displaystyle {\mathcal {F}}} có một cấu trúc đại số mà được bảo toàn qua giới hạn trực tiếp, thì {\displaystyle {\mathcal {F}}_{x}}, được gọi là thớ của {\displaystyle {\mathcal {F}}} tại x, sẽ có cấu trúc đó.
Có một ánh xạ tự nhiên {\displaystyle r_{x}^{U}:{\mathcal {F}}\to {\mathcal {F}}_{x}(x\in U)} được cho bằng cách gán các phần tử trong {\displaystyle {\mathcal {F}}(U)} với lớp tương đương của nó qua giới hạn trực tiếp. Nếu {\displaystyle s\in {\mathcal {F}}(U)}, thì {\displaystyle s_{x}:=r_{x}^{U}(s)} được gọi là mầm của s tại x, và s được gọi là một đại diện cho mầm {\displaystyle s_{x}}. Đặt {\displaystyle {\hat {\mathcal {F}}}=\cup _{x\in X}{\mathcal {F}}_{x}} và đặt {\displaystyle \pi :{\hat {\mathcal {F}}}\to X} là phép chiếu tụ nhiên gửi các điểm trong {\displaystyle {\mathcal {F}}_{x}} tới x. Để {\displaystyle {\hat {\mathcal {F}}}} là một không gian étalé, chỉ cần trang bị cho {\displaystyle {\hat {\mathcal {F}}}} một tôpô sao cho {\displaystyle \pi } là liên tục và là một đồng phôi địa phương. Với mỗi {\displaystyle s\in {\mathcal {F}}(U)} định nghĩa hàm {\displaystyle {\hat {s}}:U\to {\hat {\mathcal {F}}}} bằng cách đặt {\displaystyle {\hat {s}}(x)=s_{x}} với mỗi {\displaystyle x\in U}. Để ý rằng {\displaystyle \pi \circ {\hat {s}}=1_{U}}. Đặt {\displaystyle \{{\hat {s}}(U),U{\text{ mở trong }}X,s\in {\mathcal {F}}(U)\}} là một cơ sở cho tôpô của {\displaystyle {\hat {\mathcal {F}}}}. Khi đó, tất cả các hàm {\displaystyle {\hat {s}}} là liên tục. Hơn nữa, dễ dàng kiểm tra rằng {\displaystyle \pi } là liên tục và là một đồng phôi địa phương.
Do vậy ta đã kết hợp mỗi tiền bó {\displaystyle {\mathcal {F}}} trên X một không gian étalé. Trong việc kết hợp một không gian étalé {\displaystyle {\hat {\mathcal {F}}}} với một tiền bó {\displaystyle {\mathcal {F}}}, ta cũng đã kết hợp một bó với {\displaystyle {\mathcal {F}}}, gọi là bó các nhát cắt của {\displaystyle {\hat {\mathcal {F}}}}. Chúng ta gọi bó này là bó được sinh bởi {\displaystyle {\mathcal {F}}}. Có một mối quan hệ giữa tiền bó {\displaystyle {\mathcal {F}}} và bó các nhát cắt của {\displaystyle {\hat {\mathcal {F}}}} mà ta gọi là {\displaystyle {\bar {\mathcal {F}}}} từ lúc này trở đi. Chúng ta cũng đã sử dụng một kết quả là có một đồng cấu tiền bó, ký hiệu bởi {\displaystyle \tau :{\mathcal {F}}\to {\bar {\mathcal {F}}}}, nghĩa là {\displaystyle \tau _{U}:{\mathcal {F}}(U)\to {\bar {\mathcal {F}}}(U)[:=\Gamma (U,{\hat {{\mathcal {F}})}}]} được cho bởi {\displaystyle \tau _{U}(s)={\hat {s}}}. Trong trường hợp {\displaystyle {\mathcal {F}}} là một bó, ta có kết quả cơ bản sau.
Định lý. Nếu {\displaystyle {\mathcal {F}}} là một bó, thì {\displaystyle \tau :{\mathcal {F}}\to {\bar {\mathcal {F}}}}
là một đẳng cấu bó.
Định lý nói rằng với mỗi bó {\displaystyle {\mathcal {F}}}, ta có thể kết hợp một không gian étalé {\displaystyle {\hat {\mathcal {F}}}} mà bó các nhát cắt của nó là bó ban đầu; tức là, {\displaystyle {\hat {\mathcal {F}}}} chứa cùng lượng thông tin như {\displaystyle {\mathcal {F}}}.
Một số tác giả định nghĩa bó như là một không gian étalé.

## Tính chất tô-pô của không gian étalé
Do {\displaystyle \pi :{\hat {F}}\rightarrow X} là một đồng phôi địa phương, không gian étalé là một không gian tô-pô cục bộ Euclid có số chiều bằng số chiều của {\displaystyle X}.
Nhìn chung, một không gian étalé thường là phi-Hausdorff. Nói riêng, {\displaystyle \pi } không phải là một ánh xạ phủ bởi thớ {\displaystyle {\hat {\mathcal {F}}}_{x}} của nó thường là không rời rạc.